# 에드먼드 로우

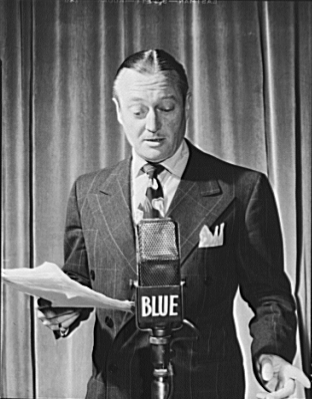

에드먼드 로우(Edmund Lowe, 1890년 3월 3일 ~ 1971년 4월 21일)는 미국의 배우, 연극 배우, 영화배우이다.
산호세에서 태어났으며 로스앤젤레스에서 사망하였다.

## 영화
- 독수리의 날개 (1957년)
- 80일간의 세계일주 (1956년)
- 사막의 침입자 (1949년)
- 딜린저 (1945년)
- 핫 페퍼 (1933년)
- 8시 석찬 (1933년)
- 트랜서틀랜틱 (1931년)
- 파트 타임 와이프 (1930년)
- 무모한 천성 (1930년)
- 해피 데이즈 (1929년) - 본인 역
- 추억의 아리조나 (1929년)